# Чикаския

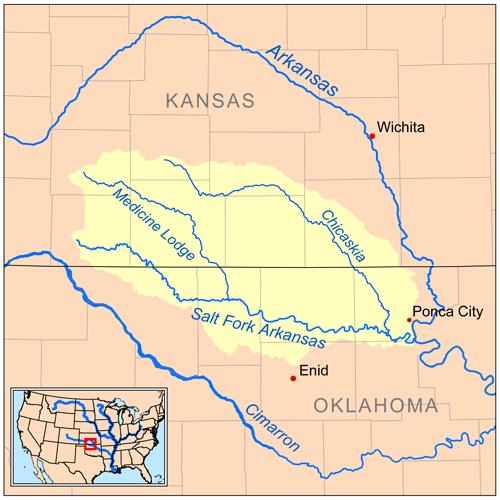

Чикаския (англ. Chikaskia River) — река протекающая в штатах Канзас и Оклахома (США). Длина — 233 км. Приток реки Солт-Форк-Арканзас. Входит в бассейн реки Миссисипи.
Чикаския берёт исток на юго-западе округа Пратт в Канзасе, течёт через округ Кингмен где река поворачивает на юго-восток и более не меняет направления протекая через округи Харпер и Самнер в Канзасе, Грант и Кей в Оклахоме. В округе Кей река протекает через город Блэквелл, и впадает в Солт-Форк-Арканзас в восьми километрах к югу-востоку от города Тонкава.